# Sinaptofisina
A sinaptofisina é uma proteína que, em humanos, é codificada pelo gene SYP.

## Biologia molecular
Esta é uma glicoproteína de vesículas sinápticas com quatro domínio transmembrana e peso de 38kDa. Está presente em células neuroendócrinas e, teoricamente, em todos os neurônios do cérebro e da medula espinhal que participam da transmissão sináptica. A sinaptofisina age como um marcador para tumores neuroendócrinos e sua presença em todas as sinapses permite o uso da imunocoloração de sinaptofisina para quantificação de sinapses.
A função exata desta proteína ainda é desconhecida: ela interage com a sinaptobrevina, uma proteína vesicular sináptica essencial, mas, quando o gene da sinaptofisina é experimentalmente inativada em animais, eles continuam a se desenvolver e a funcionar normalmente. Pesquisas recentes têm demonstrado que a eliminação da sinaptofisina em camundongos provoca mudanças de comportamento, como aumento do comportamento exploratório, dificuldades para reconhecer novos objetos e redução no aprendizado espacial.